# Weenzen
Weenzen (dialektal Wienzen [ˈviːənsən]) ist ein Ortsteil des Fleckens Duingen im Landkreis Hildesheim in Niedersachsen.

## Geografie

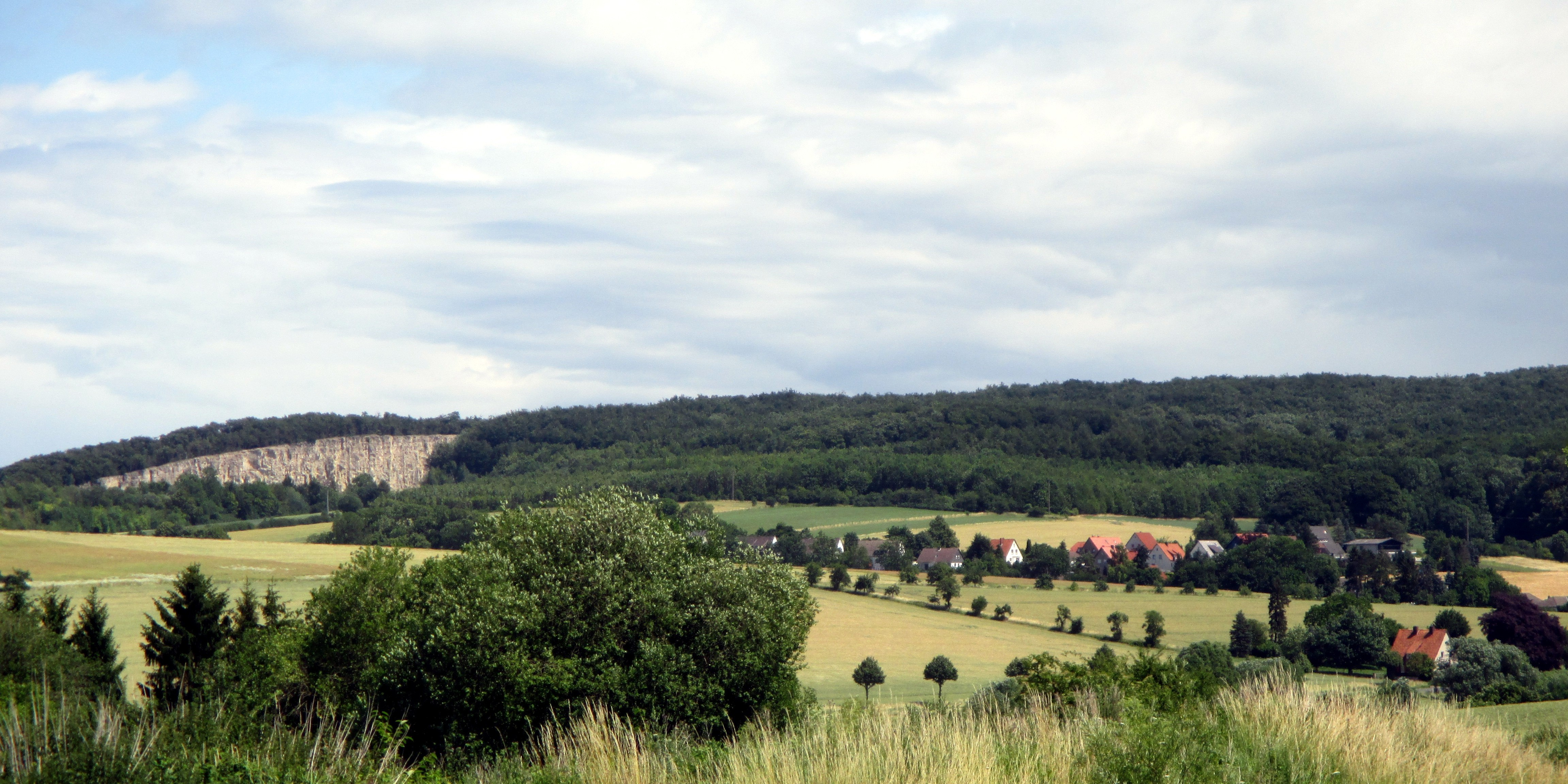
Blick auf Weenzen und Steinbruch Marienhagen im Duinger Berg

Weenzen liegt im Leinebergland östlich vom Naturpark Weserbergland Schaumburg-Hameln zwischen Elze im Norden und Eschershausen im Süden. Nördlich erstreckt sich der Thüster Berg, östlich der Duinger Berg und westlich der Ith.

## Geschichte
Erstmals wird der Ort um 1120 als Winisson in dem Helmarshäuser Traditionscodex urkundlich erwähnt. Das Kloster tauschte eine Hufe in dem Ort ein gegen eine andere in Selithe (Sehlde). Um 1200 übergab eine Herrin Mechtild ihrer Tochter Jutta und deren Ehemann umfangreichen Erbbesitz, darunter auch zwei Hufen des Ministerialen Gerlach aus Wensen. Nach der 1. Spiegelbergischen Fehde (1226/1238) gehörte Weenzen zur Herrschaft Homburg. Die Edelherren von Homburg bauten ihre Herrschaft zielstrebig aus, u. a. errichteten sie das Amt Lauenstein (spätestens 1359), zu dessen Oberbörde Weenzen gehörte. Am 3. März 1387 bescheinigte Knappe Herman Bok van Rittaghessen (wüst bei Salzhemmendorf) von den Edelherren Heinrich und Gebhard von Homburg für seine und seines verstorbenen Bruders Wulfhard Forderungen an Zahlungs statt u. a. eine Anweisung von 30 Mark lötigen Silbers auf die Steinkoten zu Salzhemmendorf und auf einen Meierhof mit zwei Hufen Land zu Wensen erhalten zu haben.
1409 fiel Weenzen mit der Herrschaft Homburg an das Fürstentum Braunschweig-Wolfenbüttel. Die Herrschaft Homburg wurde der Vogtei Calenberg zugeschlagen. Bei der welfischen Erbteilung von 1432 kam Weenzen somit zum neu gebildeten Fürstentum Calenberg. In der 2. Spiegelbergischen Fehde (1433) wurden die Herzöge von Braunschweig-Lüneburg gezwungen, die homburgischen Güter an das Hochstift Hildesheim zu verpfänden. Die Bischöfe von Hildesheim gaben sie als Pfand an verschiedene Adelsgeschlechter weiter. Als Bischof Johann IV. 1516 das Pfand einlösen wollte, verweigerte der damalige Burgherr von Lauenstein, Burchard von Saldern, die Annahme des Geldes. Der hieraus entstehende Streit entlud sich in der Hildesheimer Stiftsfehde. Die homburgischen Güter fielen 1523 wieder an die Welfen.
Am 23. Juni 1556 bekundete Hans von Wenden, dass er von Herzog Heinrich dem Jüngeren zu Braunschweig und Lüneburg Güter und Einkünfte in zahlreichen Orten, darunter auch in Wensen, zu Lehen empfangen hat, die vorher der verstorbene Ludolf von Wenden vom vorgenannten Herzog zu Lehen trug. Im Dreißigjährigen Krieg fiel das Amt Lauenstein 1630 bis 1633 nochmals an das Hochstift Hildesheim. Nach 1633 setzten sich aber die Welfen durch. Weenzen blieb somit bis 1866, nur unterbrochen durch die französischen Jahre 1807 bis 1814, unter welfischer Herrschaft. Diese endete mit der Eroberung des Königreiches Hannover durch Preußen.
Mit der preußischen Verwaltungsreform wurde Weenzen in den Ostkreis des Landkreises Hameln eingebunden. Bis zum 28. Februar 1974 gehörte die Gemeinde zum Landkreis Hameln-Pyrmont und wurde am 1. März 1974 als Teil der Samtgemeinde Duingen in den Landkreis Alfeld (Leine) eingegliedert. 1977 erfolgte eine neue Zuordnung in den Landkreis Holzminden. Die Zugehörigkeit in den Landkreis Hildesheim erfolgte am 1. Juli 1981. Zum 1. November 2016 fusionierten die Mitgliedsgemeinden der Samtgemeinde Duingen, darunter Weenzen, zum neuen Flecken Duingen.

## Politik

### Gemeinderat und Bürgermeister
Weenzen wird auf kommunaler Ebene von dem Gemeinderat des Fleckens Duingen vertreten.

### Wappen
| Wappen von Weenzen | Blasonierung: „Schild geteilt von Blau und Gold. Oben; vier paarweise gekreuzte goldene Ähren. Unten; zwei gekreuzte schwarze Gipshämmer.“ |
| Wappen von Weenzen | Wappenbegründung: Die Einwohner von Weenzen lebten vom Ackerbau. Elf ihrer Einwohner (Bödener) waren Gipsbrenner, denn seit dem Mittelalter wurde in der Region Gips abgebaut. Daher im Wappenschild die Ähren und Gipshämmer. Der Gipsabbau wurde aber in den letzten Jahren eingestellt. |

## Wirtschaft und Infrastruktur

### Straßenverkehr
Weenzen ist über die Bundesstraße 240, die direkt durch den Ort führt, an das Straßennetz angeschlossen.

### Schienenverkehr
Parallel zur Bundesstraße befindet sich die Kleinbahn Voldagsen-Duingen-Delligsen, welche bis hinter Salzhemmendorf von Museumszügen befahren wird. Der folgende Abschnitt, an dem auch Weenzen liegt, wurde im Frühjahr 2014 demontiert. Die Strecke war über Jahrzehnte eine wichtige wirtschaftliche Stütze für den Ort.

## Persönlichkeiten
Söhne und Töchter des Ortes
- Rudolf Gieseler (1873–1931), völkischer Politiker (DVFP, DVFB, DNVP)
- Fred Carganico (1886–1966), Finanzbeamter, Schriftsteller und Karikaturist
- Victor Carganico (1887–1945), Generalmajor der Luftwaffe im Zweiten Weltkrieg, von März 1943 an war er Kommandant eines Flughafenbereichs in Berlin und dann ab Oktober 1944 in der Führerreserve im Oberkommando der Luftwaffe tätig